# ان‌جی‌سی ۴۵۵۰
ان‌جی‌سی ۴۵۵۰ (انگلیسی: NGC 4550) نام یک کهکشان مارپیچی میله‌ای در صورت فلکی دوشیزه است.